# Alice i Underlandet (film, 1999)
Alice i Underlandet (engelska: Alice in Wonderland) är en amerikansk TV-film från 1999. Filmen är baserad på Lewis Carrolls romaner Alice i Underlandet och Alice i Spegellandet. I rollen som Alice ses Tina Majorino och i övriga roller bland annat Ben Kingsley, Martin Short, Whoopi Goldberg, Peter Ustinov, Christopher Lloyd, Gene Wilder, Robbie Coltrane och Miranda Richardson.

## Handling
Alice flyr från sin trista tillvaro när hon på jakt efter en springande vit kanin kryper in i ett hål och hamnar i Underlandet. Där stöter hon på många roliga och tokiga varelser. Här är allt som det inte brukar vara annars i Alices liv, förvirrat och oroligt.

## Rollista i urval
- Alice - Tina Majorino
- Hjärter Dam - Miranda Richardson
- Hattmakaren - Martin Short
- Cheshirekatten - Whoopi Goldberg
- Hjärter Kung - Simon Russell Beale
- Herr Mus - Ken Dodd
- Falsk sköldpadda - Gene Wilder
- Påskharen - Francis Wright (röst)
- Tweedledee och Tweedledum - George Wendt och Robbie Coltrane
- Vita kaninen - Richard Coombs (röst)
- Den Vita Springaren - Christopher Lloyd
- Hertiginnan - Elizabeth Spriggs
- Larven - Ben Kingsley
- Valrossen - Peter Ustinov
- Snickaren - Pete Postlethwaite
- Hjärter Knekt - Jason Flemyng
- Hushållerskan - Sheila Hancock
- Miss Lory - Liz Smith
- Tigerlilja - Joanna Lumley (röst)